# A-133
La A-133 es una carretera aragonesa en la provincia de Huesca que une Binéfar con Estada y con la carretera N-123.

## Recorrido
Atraviesa las localidades de San Esteban de Litera, Azanuy-Alins, Fonz, Estadilla y Estada.